# Kräuter-Mönch

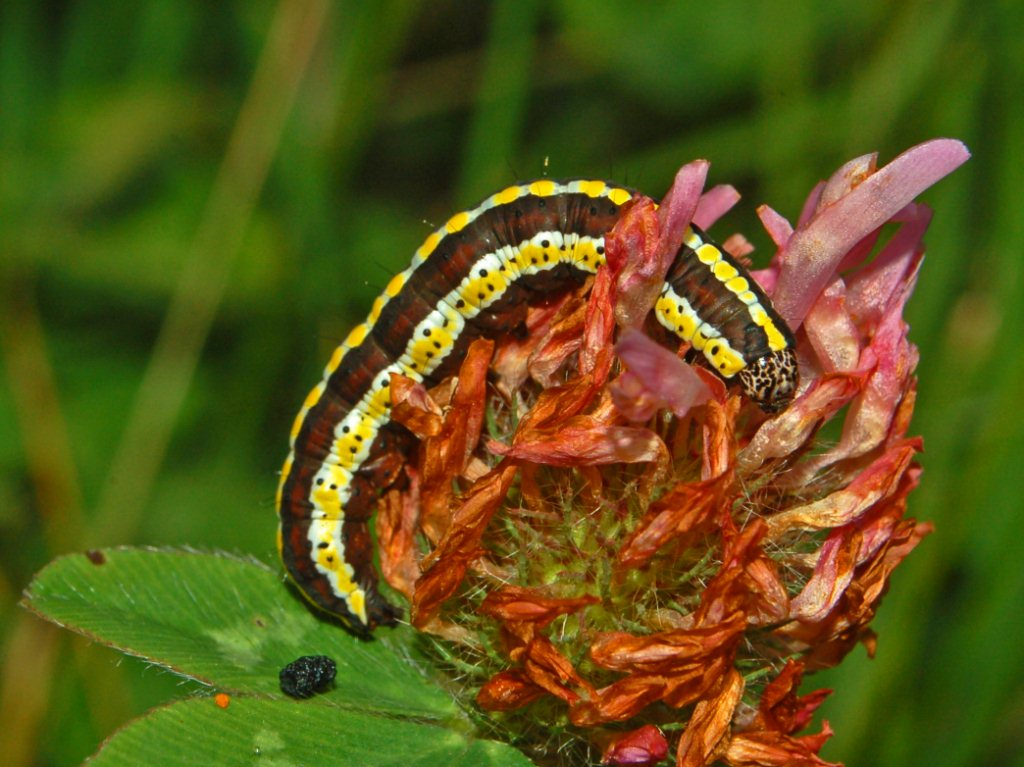
Junge Raupe des Kräuter-Mönchs

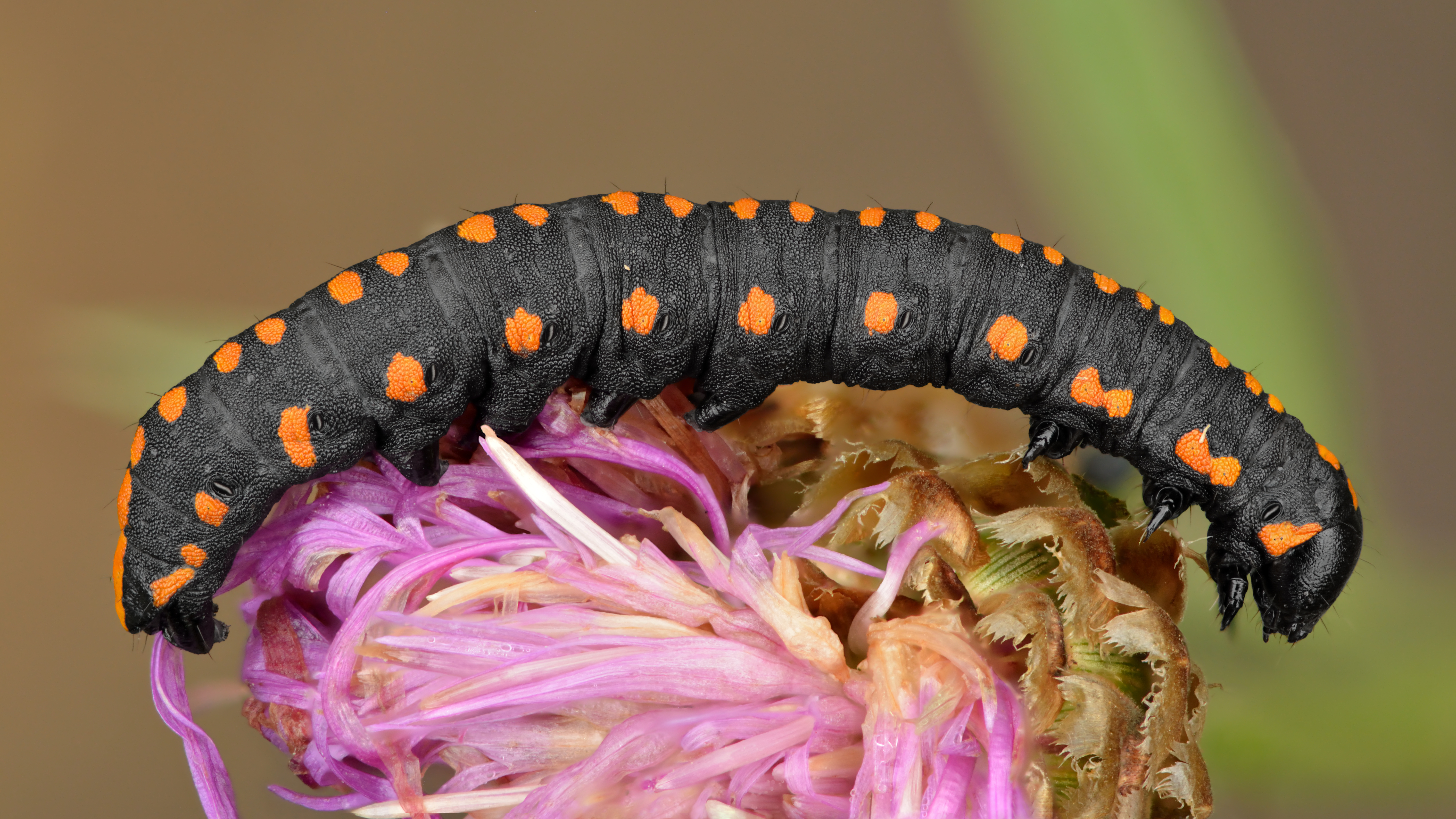
Ausgewachsene Raupe

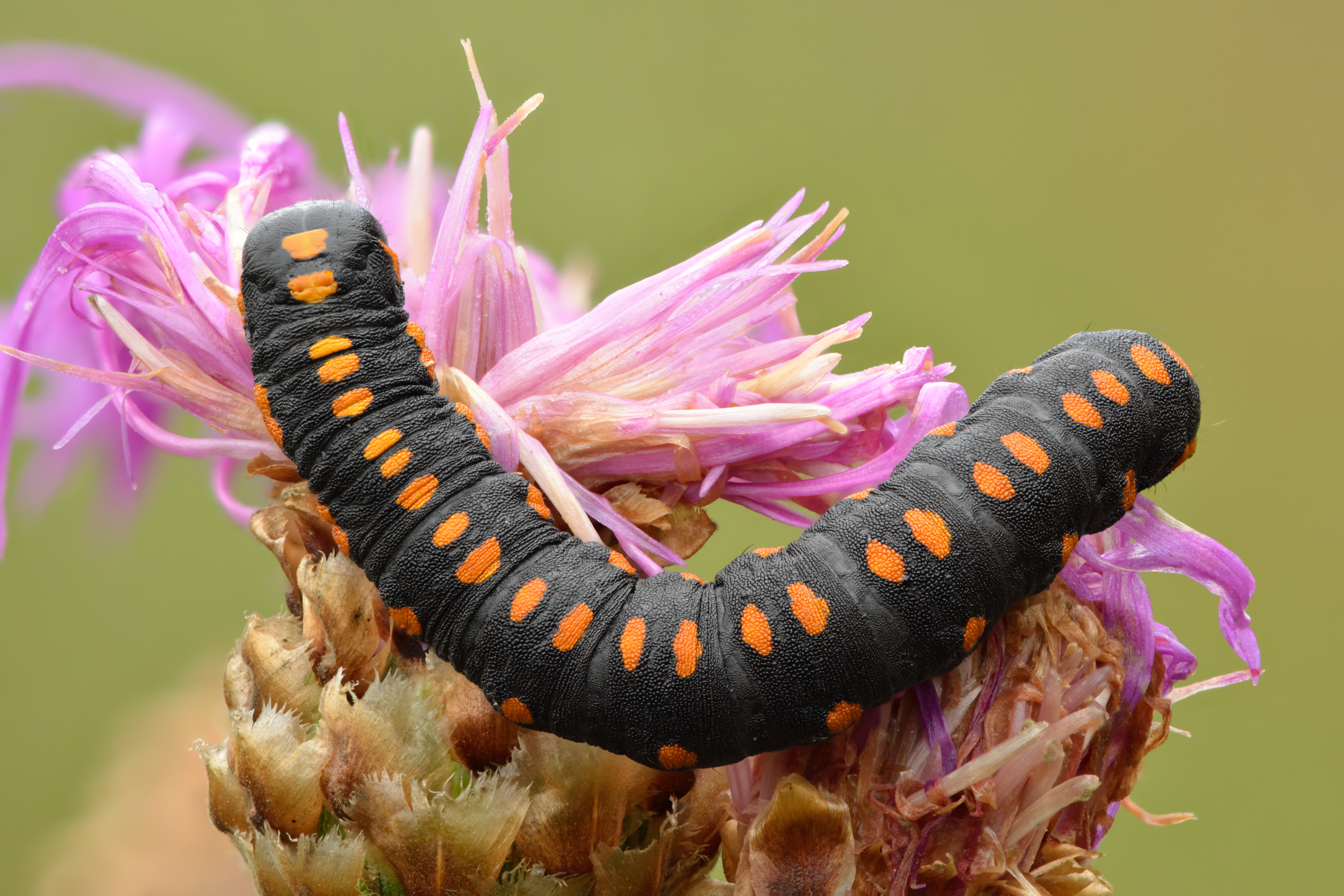
Ausgewachsene Raupe

Der Kräuter-Mönch (Cucullia lucifuga), auch Distel-Mönch oder Distel-Graumönch genannt, ist ein Schmetterling (Nachtfalter) aus der Familie der Eulenfalter (Noctuidae).

## Merkmale

### Falter
Die relativ großen Falter erreichen eine Flügelspannweite von 38 bis 55 Millimetern und haben eine in verschiedenen Grautönen variierende Grundfärbung. Die Vorderflügel sind breiter als bei vielen anderen Cucullia-Arten. Querlinien und Striche sind oftmals undeutlich ausgebildet. Die Nierenmakel hebt sich zuweilen etwas deutlicher vom Untergrund ab. An der Saumlinie sind einige kleine, schwarze Pfeilflecke zu erkennen. Die Hinterflügel der Männchen haben eine weißgraue Grundfärbung mit deutlich hervorgehobenen Adern, bei den weiblichen Faltern überwiegen graubraune Tönungen. Die Fransen sind weiß gefärbt. Charakteristisch für die Art ist ein schwärzlicher Rückenstreifen, der vom Thorax bis über den Hinterleib reicht.

### Raupe, Puppe
Jüngere Raupen sind zunächst schwarz gefärbt und zeigen gelbe Rücken-  und Seitenstreifen. Erwachsene Tiere zeichnen sich durch auffällig rot punktierte Streifen aus, die sie deutlich von anderen Cucullia-Arten unterscheiden. In gewisser Weise ähneln sie den Raupen des Roten Apollos (Parnassius apollo).
Die rotbraune Puppe besitzt einen löffelförmig ausgehöhlten Kremaster sowie eine lange Rüsselscheide.

### Ähnliche Arten
Die Falter des ebenfalls relativ großen und mit noch etwas breiteren Flügeln ausgestatteten Lattich-Mönchs (Cucullia lactucae) (Denis & Schiffermüller, 1775) unterscheiden sich durch das Fehlen des schwärzlichen Rückenstreifens vom Thorax über den Hinterleib. Auch sind bei dieser sehr ähnlichen Art die Fransen der Hinterflügel bräunlich, bei lucifuga hingegen weiß. Der für den Schatten-Mönch (Cucullia umbratica) (Linnaeus, 1758) typische ockerfarbene Fleck auf den Vorderflügeln fehlt bei lucifuga. Von den folgenden grauen Mönchseulen
- Glockenblumen-Mönch (Cucullia campanulae (Freyer, 1831)),
- Cucullia fraterna (Butler, 1878),
- Dunkelgrauer Goldaster-Mönch (Cucullia xeranthemi (Boisduval, 1840)),
- Rainfarn-Mönch (Cucullia tanaceti (Denis & Schiffermüller, 1775)) und
- Kamillen-Mönch (Cucullia chamomillae (Denis & Schiffermüller, 1775))

unterscheidet sich lucifuga in der Regel durch die breiteren Flügel. Die vorgenannten Unterscheidungsmerkmale sind jedoch gering, so dass zur sicheren Bestimmung eine genitalmorphologische Untersuchung anzuraten ist.
Da die Raupen von lucifuga unverwechselbar sind, kann auch durch die Zucht eine eindeutige Zuordnung erfolgen.

## Vorkommen und Lebensraum
Die Art ist in Europa hauptsächlich in den mittleren Regionen des Hügel- und Berglandes weit verbreitet. In Asien kommt sie quer durch die klimatisch gemäßigten Zonen bis zu den Kurilen und Japan vor. Sie ist außerdem in Tibet und Armenien zu finden. In den Alpen steigt sie bis auf 2000 Meter Höhe, in anderen Gebirgen bis auf 3500 Meter. Als Lebensraum kommen verschiedenen Plätze in Frage, so Weiden, Ödländereien, Hänge, Geröllflächen, Böschungen sowie Gärten und Parkanlagen.

## Lebensweise
Der Kräuter-Mönch bildet in den nördlichen Verbreitungsgebieten eine Generation im Jahr, wobei die Hauptflugzeit von Mai bis Juni dauert. In den südlichen, wärmeren Regionen fliegt zusätzlich eine zweite Generation im Juli und August sowie zuweilen eine unvollständige dritte Generation im Oktober. Die nachtaktiven Falter besuchen gerne  künstliche Lichtquellen. Die Raupen leben polyphag an verschiedenen Pflanzenarten. Dazu zählen:
- Huflattich (Tussilago farfara),
- Alpen-Pestwurz (Petasites paradoxus),
- Löwenzahn (Taraxacum) und
- Gänsedisteln (Sonchus).

Bevorzugte Nahrung sind die Knospen, Blüten und Fruchtstände, seltener die Blätter der Pflanzen. Die Raupen sitzen tagsüber frei und unbehelligt an den Futterpflanzen. Offensichtlich sind sie aufgrund ihrer bunten Warnfärbung für potentielle Feinde nicht attraktiv bzw. abschreckend. Die Art überwintert als Puppe.

## Gefährdung
Die Art kommt nur in einigen deutschen Bundesländern vor und wird auf der Roten Liste gefährdeter Arten in Kategorie 2 (stark gefährdet) geführt.